# Acanthocyclops capillatus
Acanthocyclops capillatus är en kräftdjursart som först beskrevs av Georg Ossian Sars 1863.  Acanthocyclops capillatus ingår i släktet Acanthocyclops och familjen Cyclopidae. Arten är reproducerande i Sverige. Inga underarter finns listade i Catalogue of Life.